# Wilhelm Abel
Wilhelm Abel (25. srpna 1904, Bytów – 27. dubna 1985, Göttingen) byl německý historik.
Zabýval se středověkými agrárními dějinami a demografickými poměry v sociálních souvislostech. Jeho první a nejznámější kniha Agrarkrisen und Agrarkonjunktur in Mitteleuropa vom 13. bis zum 19. Jahrhundert (Agrární krize a agrární konjunktura ve střední Evropě od 13. do 19. století) byla vydána v roce 1935. Tato kniha popisuje agrární historii Evropy od 13. století se sociálními souvislostmi. Další pozoruhodné dílo je Die Wüstungen des ausgehenden Mittelalters (Poustky pozdního středověku), které pojednává o studiu středověkých opuštěných vesnic.